# Określanie miąższości sortymentów drzewnych
Sposobami określenia miąższości sortymentów drewna zajmuje się dendrometria.
W Polsce do określenia miąższości sortymentów drzewnych stosuje się:
- wzory dendrometryczne
- wzory zawarte w normie: Surowiec drzewny. Pomiar, obliczanie miąższości i cechowanie
- wzorów empirycznych opracowanych na podstawie wielu badań
- oraz wykonane na podstawie wzorów:
  - tablice miąższości drewna okrągłego i podobne
  - mniej lub bardziej specjalistyczne programy komputerowe

## Obliczanie miąższości sortymentów drewna okrągłego (z drzew ściętych)
Przy drzewach ściętych stosuje się do obliczeń wzory, do których podstawiane są:
- w przypadku sortymentów wielkowymiarowych (W) lub średniowymiarowych (grupy: S10 i S11), (odbieranych w sztukach pojedynczo):
  - średnica środkowa (najczęściej bez kory) dl/2
  - długość drewna (z uwzględnieniem odpowiednich nadmiarów na tzw. zeschnięcie) l

W przypadku sortymentów średniowymiarowych stosownych i małowymiarowych (odbieranych w stosach regularnych):
- - długość stosu określana jako długość wałka (szczapy) w stosie l
  - szerokość stosu s
  - wysokość stosu (z uwzględnieniem odpowiednich nadmiarów na tzw. zeschnięcie) h
  - odpowiedni współczynnik zamiany metrów przestrzennych (w korze) na metry sześcienne (bez kory) X

Miąższość sortymentu w stosach regularnych zwykłych określa się wzorem: V = l h s X w [m³] z dokładnością do dwóch miejsc po przecinku. 
Miąższość sortymentu w stosach regularnych krzyżowych określa się wzorem: V = l h s X · 75 w [m³] z dokładnością do dwóch miejsc po przecinku.
- w przypadku żerdzi (S3b) (odbieranych w sztukach grupowo):
  - klasa grubości żerdzi w stosie
  - liczba sztuk żerdzi w stosie n
  - empiryczny współczynnik określający miąższość 100 sztuk żerdzi danego gatunku, w danej klasie grubości X

Miąższość sortymentu określa się wzorem: V = (X n)/100 w [m³] z dokładnością do dwóch miejsc po przecinku.